# Foreign Sales Corporation
 (mars 2022).
La Foreign Sales Corporation (FSC) était un dispositif juridique américain permettant aux entreprises exportatrices des États-Unis de bénéficier d'avantages fiscaux afin de diminuer leur imposition aux États-Unis. Ce système incitait les entreprises américaines à exporter, et rendait leurs productions plus compétitives par rapport à celles de leurs concurrents internationaux. Le FSC a été jugé contraire aux règles de l'Organisation Mondiale du Commerce, qui interdit les subventions à l'exportation, en 1999, abrogé une première fois 2000 puis définitivement en 2006.

## Historique
Le Foreign Sales Corporation a été mis en place en 1984. Ce nouveau dispositif succède à un mécanisme similaire dit sur les "sociétés domestiques de vente internationale" (Domestic International Sales Corporation) qui avait été contestée par la Communauté économique européenne et reconnue, en 1976, incompatibles avec les règles du GATT.  
Le but de ce système était non seulement d'avantager les exportateurs américains par rapport aux producteurs étrangers, mais également de niveler ce qui était vu comme un désavantage comparatif des exportateurs américains, à savoir le fait que de nombreux états, dont des états européens, exonéraient alors de TVA leurs exportations, ce qui contribuaient à en diminuer substantiellement le prix.
Boeing était un important bénéficiaire de ce dispositif, alors que l'entreprise était alors concerné par un autre conflit commercial en lien avec l'Union européenne.

## Droit
Le FSC était régi par la section 26 USC § 367 de l'Internal Revenue Code (IRC). Cette section autorisait, en pratique, des sociétés basées aux Etats Unis à transférer une partie des bénéfices réalisé sur leurs exportations à des filiales situées à l'étranger nommés "entreprises de vente à l'étranger" (foreign sales corporations). Ces sociétés situées à l'étranger faisaient office de société-écran, celles-ci n'ayant aucune activité réelle dans les pays concernés. Une partie des bénéfices transférés aux FSC étaient alors exonérés d'impôt sur les sociétés. 
Il a été estimé que "l'effet net de ce régime a été de transférer un montant prescrit de bénéfices sur les ventes à l'exportation d'une entité ayant un taux d'imposition effectif de 35 % à une entité (la FSC) ayant un taux d'imposition effectif d'environ 12 %".

## Conflit commercial
Après une plainte de la part de l'Union européenne, en juillet 1998, auprès de l'OMC, l'Organe de règlement des différends a estimé le 8 octobre 1999 qu'il s'agissait de subventions déguisées à l'exportation et a condamné les États-Unis à annuler cette loi avant le 1er novembre 2000. Ce jugement, confirmé à plusieurs reprises, n'ayant pas été respecté par les États-Unis, l'OMC a autorisé, le 7 mai 2003, l'Union européenne à appliquer des sanctions vis-à-vis de ceux-ci à hauteur d'un montant de 4 milliards de dollars. Ces sanctions prennent la forme d'une augmentation progressive des taxes sur 1 600 produits agricoles, textiles et industriels, à partir du 1er mars 2004. La surtaxe est au départ de 5 % et progresse automatiquement de 1 % par mois jusqu'à un plafond provisoire de 20 % le 1er mars 2005. 
En janvier 2005, les sanctions sont levées, après que les États-Unis aient modifié leur législation et fait appel de la procédure En février 2006, l'Organe de règlement des différends juge a nouveau que la FSC est contraire aux règles de l'OMC,. En mai 2006, les États-Unis modifient une nouvelle fois leur législation pour se mettre en conformité de ce jugement.